# Ara de Trajano

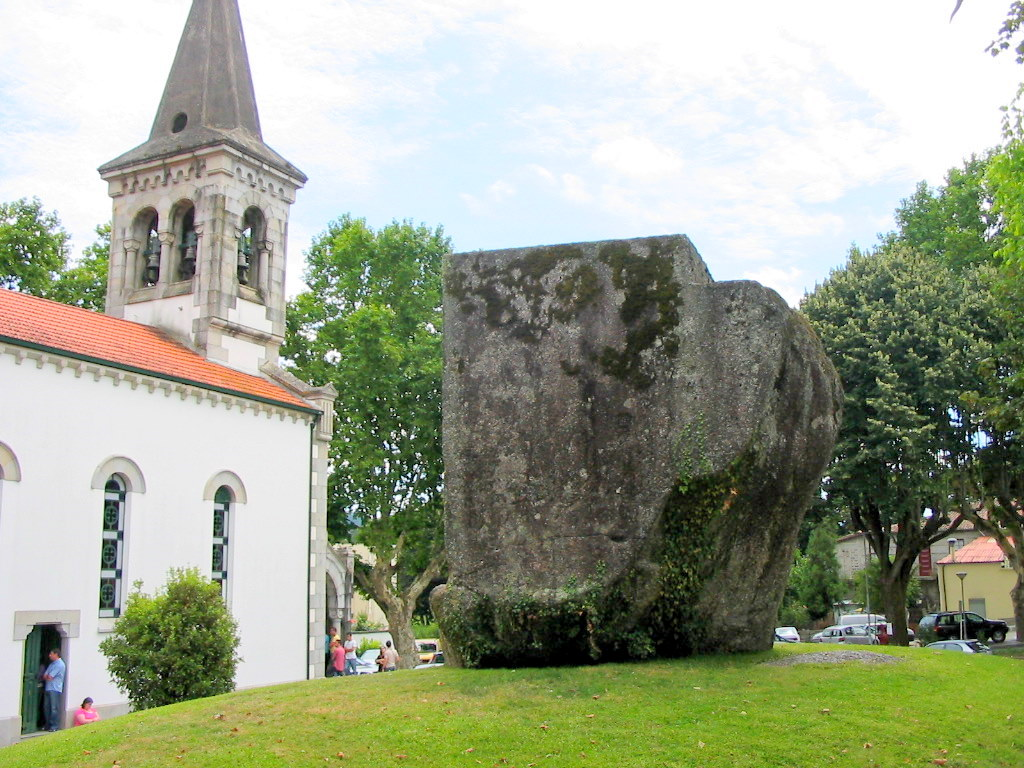

A Ara de Trajano, também conhecida como Lápide das Taipas, Ara de Nerva ou Penedo da Moura, é uma inscrição romana realizada num penedo granítico situado nas Caldas das Taipas, com uma inscrição honorífica a Trajano, datada de 103.
Foi classificada como Monumento Nacional pelo Decreto de 16-06-1910, Diário do Governo, n.º 136, de 23-06-1910.

A inscrição encontra-se numa das faces de um bloco granítico cortado em três faces, cada uma delas com sensivelmente três metros de altura. Na inscrição é possível ler: 
[IMP(ERATOR) CAES(AR) NERVA/ TRAIANVS AVG(VSTVS), GER(MANICVS), DAC(ICVS)/ POT(IFEX) MAX(IMVS), TRIB(VNITIA) POT(ESTATE) VII/ IMP(ERATOR) IIII CO(N)S(UL) V, P(ATER) P(ATRIAE)]
("Imperador Cesar Nerva Trajano, Augusto, germánico, dácico, pontifíce máximo, com o poder tribunício pela sétima vez, imperador pela quarta vez, consul pela quinta vez, pai da Pátria").

## Trivia
- Este monumento deu nome a uma Unidade de Saúde Familiar em Caldas das Taipas, a USF Ara de Trajano.